# Airman
Airman is een historische sciencefiction avonturenroman van de Ierse schrijver Eoin Colfer, die in Nederland vooral bekend is van zijn bestseller reeks Artemis Fowl.
In Ierland, het Verenigd Koninkrijk en de Verenigde Staten is het boek begin januari 2008 uitgekomen. In België is het boek uitgekomen in 2009. In 2010-2011 is het boek genomineerd voor de KJV.
Het verhaal speelt zich af in de 19e eeuw, de pioniertijd van de luchtvaart. en gaat over Conor Broekhart, die al van jongs af aan helemaal gek is van vliegen. Hij is de zoon van de kapitein van de beroemde scherpschutters van de Saltee-eilanden, Declan Broekhart. Van jongs af aan gaat hij dagelijks om met de prinses, Isabella, en haalt met haar allerlei kwajongensstreken uit. Eén keer ontploft het paleis door hun nieuwsgierigheid. Hierbij laat Conor zijn aangeboren vliegkunsten zien door met een zelfgemaakte vlieger de prinses en zichzelf te redden. Maar tijdens een donkere nacht wordt Conors leven door een gruwelijk en listig bedrog op z'n kop gezet. Hij is getuige van de moord op de koning en Victor Vigny (zijn leraar) en wordt door de maarschalk, die de moord zelf heeft gepleegd, vals beschuldigd van die gruwelijke moord. Hij wordt in de strafgevangenis van de diamantmijn op Klein-Saltee gegooid en kan maar op één manier ontsnappen: door de lucht.